# Saint-Symphorien (Ille i Vilaine)
Saint-Symphorien (en bretó Sant-Sinforian, en gal·ló Landujan) és un municipi francès, situat a la regió de Bretanya, al departament d'Ille i Vilaine. L'any 2007 tenia 584 habitants. De 1973 a 2007 fou adscrit a Hédé, i des d'u de gener de 2008 torna a ser un municipi independent.

## Administració
| Període | Identitat        | Partit |
| ------- | ---------------- | ------ |
| 2008-   | Bernard Lebreton |        |